# Пружинищи (Октябрьский район)
Пружинищи (бел. Пружынішчы) — деревня в Любанском сельсовете Октябрьского района Гомельской области Белоруссии.

## География

### Расположение
В 26 км на восток от городского посёлка Октябрьский, 30 км от железнодорожной станции Рабкор (на ветке Бобруйск — Рабкор от линии Осиповичи — Жлобин), 250 км от Гомеля.

## Транспортная сеть
Транспортные связи по просёлочной, затем автомобильной дороге Октябрьский — Озаричи. Планировка состоит из прямолинейной улицы, ориентированной с юго-запада на северо-восток, к которой на востоке присоединяется короткая улица, близкая к меридиональной ориентации. Отдельно на востоке располагается короткая широтная улица. Застройка преимущественно двусторонняя, деревянная, усадебного типа.

## История
По письменным источникам известна с XVIII века, когда входила в поместье Дуброва. После 2-го раздела Речи Посполитой (1793 год) в составе Российской империи. В 1879 году в числе селений Дубровского церковного прихода. Согласно переписи 1897 года в Чернинской волости Бобруйского уезда Минской губернии. В 1907 году в наёмном доме открыта школа.
В начале 1930-х годов организованы колхозы «2-я пятилетка» и «Красный восток», работали 2 ветряные мельницы. Во время Великой Отечественной войны партизаны разгромили немецкий опорный пункт созданный в деревне. В апреле 1942 года каратели полностью сожгли деревню и убили 111 жителей. При освобождении деревни отличился рядовой С. Д. Роман (закрыл своим телом амбразуру дзота), гвардии лейтенант Д. М. Ахмедов, лейтенант Г. Д. Лопатин, командиры отделений В. М. Литвинов и И. Т. Малка. Всем им присвоено звание Герой Советского Союза. 57 жителей погибли на фронте. Согласно переписи 1959 года в составе колхоза «1 Мая» (центр — деревня Гороховищи); работали клуб, библиотека.

## Население

### Численность
- 2004 год — 58 хозяйств, 101 житель.

### Динамика
- 1857 год — 24 двора, 142 жителя.
- 1897 год — 59 дворов, 366 жителей (согласно переписи).
- 1908 год — 64 двора, 404 жителя.
- 1925 год — 108 дворов.
- 1940 год — 123 двора, 450 жителей.
- 1959 год — 332 жителя (согласно переписи).
- 2004 год — 58 хозяйств, 101 житель.

## Достопримечательность
На месте совершения подвига С. Д. Романа установлена стела, надпись на которой гласит: «Здесь 24 июня 1944 г. Герой Советского Союза гв. рядовой Роман Сергей Демьянович повторил подвиг А. Матросова». В Пружинищах Герой был похоронен, позже перезахоронен в братской могиле в Любань.